# 卡拉澤達丹西昂伊什

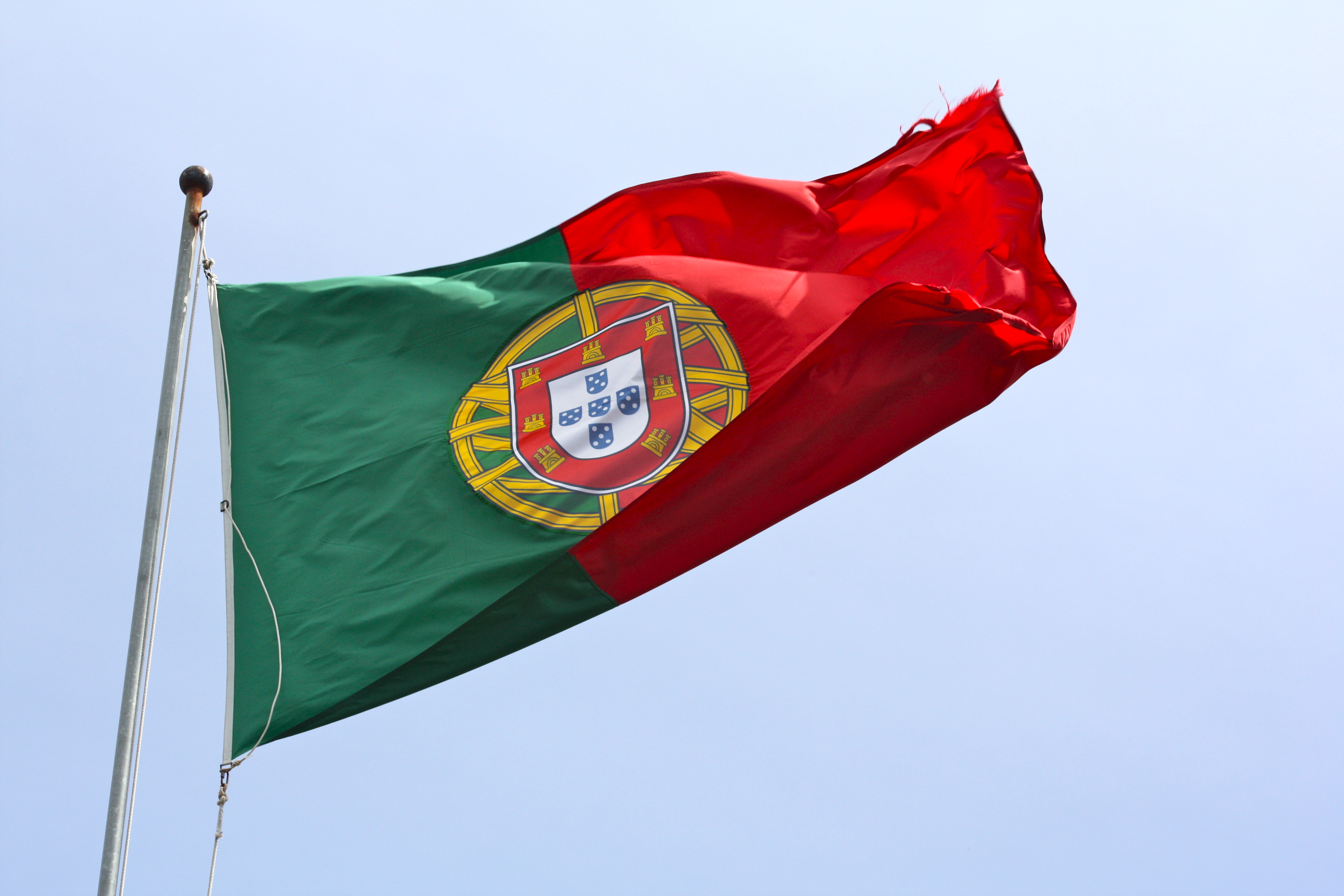

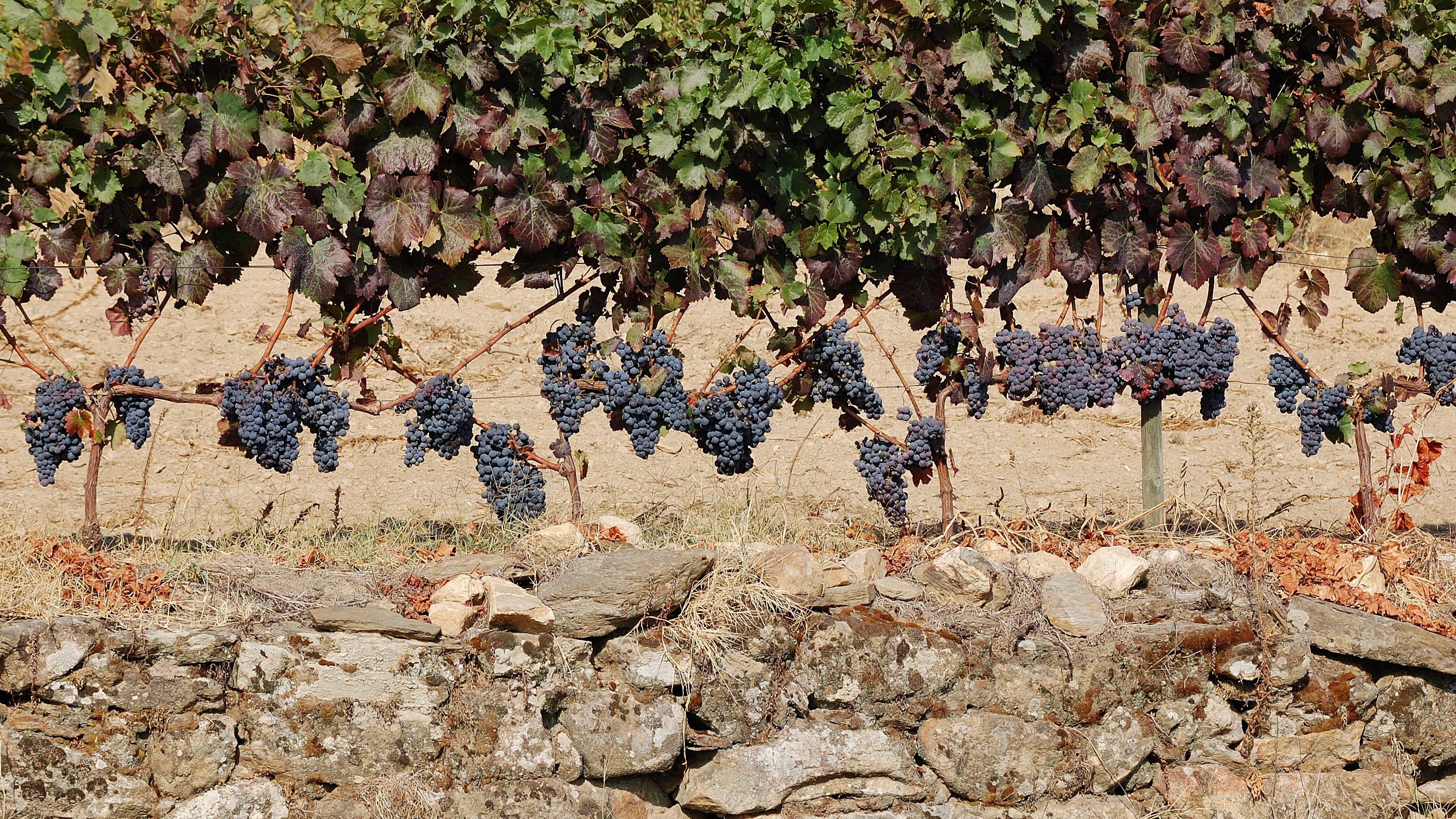

41°14′33″N 7°18′21″W / 41.24250°N 7.30583°W
卡拉澤達丹西昂伊什（葡萄牙語：Carrazeda de Ansiães），是葡萄牙的城鎮，位於該國東北部，由布拉干薩區負責管轄，面積279.24平方公里，海拔高度770米，2011年人口6,373，人口密度每平方公里23人。